# ATP Montevideo
Das ATP-Turnier von Montevideo (offiziell Topper Open) war ein Herren-Tennisturnier, das in den Jahren 1994 und 1995 in der uruguayischen Hauptstadt Montevideo ausgetragen wurde. Gespielt wurde im Freien auf Sand.

## Geschichte
Das Turnier war in der ersten Novemberwoche angesetzt und somit eines der letzten Sandplatzturniere der Saison (nur das Turnier in Buenos Aires wurde noch später ausgetragen). Das Turnier lief im Rahmen der ATP World Series, der Vorgängerserie der ATP Tour 250.
Seit 1998 findet unter dem Namen Uruguay Open im Rahmen der ATP Challenger Tour wieder ein Turnier statt. Es wird – wie schon das Turnier der ATP Tour – im Carrasco Lawn Tennis Club ausgetragen, dem größten Tennisclub Uruguays.

## Siegerliste
Weder im Einzel noch im Doppel ist es einem Spieler gelungen, beide Austragungen zu gewinnen. Alberto Berasategui erreichte im Einzel, das Team Sergio Casal/Emilio Sánchez im Doppel jedoch beide Male das Finale. Mit Marcelo Filippini konnte 1994 ein einheimischer Spieler das Turnier gewinnen.

### Einzel
| Jahr | Sieger              | Finalgegner         | Finalergebnis |
| ---- | ------------------- | ------------------- | ------------- |
| 1995 | Bohdan Ulihrach     | Alberto Berasategui | 6:2, 6:3      |
| 1994 | Alberto Berasategui | Francisco Clavet    | 6:4, 6:0      |

### Doppel
| Jahr | Sieger                        | Finalgegner                 | Finalergebnis |
| ---- | ----------------------------- | --------------------------- | ------------- |
| 1995 | Sergio Casal Emilio Sánchez   | Jiří Novák David Rikl       | 2:6, 7:6, 7:6 |
| 1994 | Marcelo Filippini Luiz Mattar | Sergio Casal Emilio Sánchez | 7:6, 6:4      |